# Aeroportul Quepos La Managua
Aeroportul Quepos La Managua (IATA: XQP, ICAO: MRQP) este un aeroport din Quepos⁠(d), Quepos Canton⁠(d), Puntarenas Province⁠(d), Costa Rica ce deservește zona Quepos⁠(d). Aeroportul a fost tranzitat în 2017 de 35.752 de pasageri. A fost numit după Quepos Canton⁠(d).
Situat la o altitudine de 26 m, aeroportul dispune de o singură pistă.